# ケネベック郡 (メイン州)
ケネベック郡（英: Kennebec County）は、アメリカ合衆国メイン州の南西部に位置する郡である。人口は12万3642人（2020年）。郡庁所在地はオーガスタであり、同郡で人口最大の都市である。メイン州の人口重心がオーガスタにある。
ケネベック郡は1799年2月20日に、カンバーランド郡とリンカーン郡の一部を併せて設立された。

## 政治
| 年     | 民主党       | 共和党       |
| ------ | ------------ | ------------ |
| 2012年 | 55.2% 35,068 | 41.8% 26,519 |
| 2008年 | 56.4% 37,238 | 41.7% 27,482 |
| 2004年 | 53.3% 35,616 | 44.6% 29,761 |
| 2000年 | 53.0% 31,198 | 40.7% 23,967 |

ケネベック郡は近年の選挙で一貫して民主党を支持している。田園部では共和党を支持しているが、都心部では民主党支持が強い。最近のアメリカ合衆国大統領選挙でも民主党候補を支持してきた。メイン州選出アメリカ合衆国下院議員2人の選挙区は郡内で分かれている。大きい方の南部は第1選挙区、小さい北部が第2選挙区に入っている。

## 地理
アメリカ合衆国国勢調査局に拠れば、郡域全面積は951.18平方マイル (2,463.5 km2)であり、このうち陸地867.58平方マイル (2,247.0 km2)、水域は83.60平方マイル (216.5 km2)で水域率は8.79%である。

### 隣接する郡

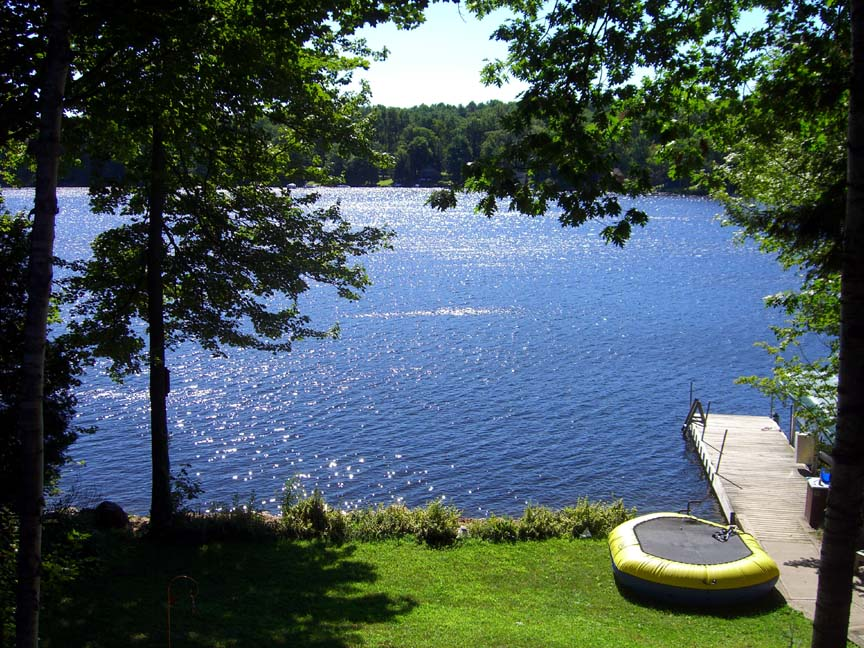
メサロンスキー湖

- サマセット郡 - 北
- ウォルド郡 - 東
- サガダホク郡 - 南
- リンカーン郡 - 南
- アンドロスコッギン郡 - 南西
- フランクリン郡 - 北西

## 人口動態
以下は2000年国勢調査による人口統計データである。
| 基礎データ - 人口: 117,114 人 - 世帯数: 47,683 世帯 - 家族数: 31,327 家族 - 人口密度: 52人/km2（135人/mi2） - 住居数: 56,364 軒 - 住居密度: 25軒/km2（65軒/mi2） 人種別人口構成 - 白人: 97.45% - アフリカン・アメリカン: 0.34% - ネイティブ・アメリカン: 0.40% - アジア人: 0.59% - 太平洋諸島系: 0.02% - その他の人種: 0.18% - 混血: 1.02% - ヒスパニック・ラテン系: 0.73% 先祖による構成 - イギリス系：20.6% - フランス系：17.4% - フランス系カナダ人：13.4% - アメリカ人：10.9% - アイルランド系：9.9% 言語による構成 - 英語：92.5% - フランス語：5.48% | 年齢別人口構成 - 18歳未満: 23.8% - 18-24歳: 8.5% - 25-44歳: 28.6% - 45-64歳: 24.9% - 65歳以上: 14.2% - 年齢の中央値: 39歳 - 性比（女性100人あたり男性の人口） - 総人口: 94.0 - 18歳以上: 90.8 世帯と家族（対世帯数） - 18歳未満の子供がいる: 31.2% - 結婚・同居している夫婦: 51.6% - 未婚・離婚・死別女性が世帯主: 10.0% - 非家族世帯: 34.3% - 単身世帯: 27.6% - 65歳以上の老人1人暮らし: 10.6% - 平均構成人数 - 世帯: 2.38人 - 家族: 2.89人 収入と家計 - 収入の中央値 - 世帯: 36,498米ドル - 家族: 43,814米ドル - 性別 - 男性: 32,279米ドル - 女性: 24,032米ドル - 人口1人あたり収入: 18,520米ドル - 貧困線以下 - 対人口: 11.1% - 対家族数: 8.5% - 18歳未満: 13.2% - 65歳以上: 10.2% |

## 都市と町
| - オーガスタ市 - 郡庁所在地 - アルビオン町 - ベルグレイド町 - ベントン町 - チェルシー町 - チャイナ町 - クリントン町 - ファーミングデール町 - ファイエット町 - ガーディナー市 - ハロウェル市 - リッチフィールド町 - マンチェスター町 - モンマス町 - マウントバーノン町 | - オークランド町 - ピッツトン町 - ランドルフ町 - リードフィールド町 - ローム町 - シドニー町 - バッサルボロ町 - ビエナ町 - ウォータービル市 - ウェイン町 - ウェストガーディナー町 - ウィンザー町 - ウィンスロー町 - ウィンスロップ町 |

また未編入領域であるユニティ・タウンシップがある。

## 経済
ケネベック郡の経済は昔から工業に依存している。大量の紙と繊維が生産され、ケネベック川沿いに多くの工場があった。世帯当たり収入の中央値は2000年時点で36,489米ドルである。失業率は4.2%である。

## 教育
郡内には、ウォータービル市にコルビー大学とトマス大学、オーガスタ市にメイン大学と、3つの大学がある。公共教育学区は14ある。チャイナ町に公立高校は無いが、アースキン・アカデミーという私立校があり、生徒が選択する場合は町が授業料を払っている。バッサルボロ町の生徒は4つの教育学区の1つを選択できる。その他の町には公立高校がある。

## 宗教
郡内には多くの教会がある。信徒数の多い会派はバプテスト、メソジスト、米国聖公会、会衆派教会、ユニタリアン、ナザレン教会、チャーチ・オブ・クライスト、アドベンチスト、および末日聖徒イエス・キリスト教会である。単一の宗派としてローマ・カトリック教会の信徒数が多い。